# Tania Balachova
Tania Balachova (25 de febrero de 1902 - 4 de agosto de 1973) fue una actriz y directora teatral y cinematográfica francesa de origen ruso. Como escritora utilizó el seudónimo «Daniel Scott».

## Biografía
Nacida en San Petersburgo, Imperio ruso (Rusia actual), en sus inicios trabajó junto a Antonin Artaud. Durante la Segunda Guerra Mundial hizo el papel de Inès en A puerta cerrada, de Jean-Paul Sartre y, tras la contienda, actuó en Les Bonnes, de Jean Genet.
Durante un tiempo estuvo casada con el actor y director belga Raymond Rouleau, al que había conocido en Bruselas, donde vivía el hermano de la actriz, propietario de salas cinematográficas además de la sociedad belga Titra. Ella era la tía de Dimitri Balachoff, miembro del consejo de administración de la Cinemateca real de Bélgica, periodista de prensa escrita y televisada, y director del laboratorio cinematográfico belga Meuter-Titra.
Balachova empezó a enseñar arte dramático en 1945 en el Théâtre du Vieux-Colombier acompañada por Michel Vitold. Ella utilizaba el método del realismo psicológico de Constantin Stanislavski. Su escuela teatral, muy reputada, y que daba una completa formación, proponía una formación idéntica al trabajo llevado a cabo por Lee Strasberg en Nueva York en el seno del Actors Studio fundado en 1947.
De los cursos de Balachova surgió una pléyade de actores, entre ellos: Niels Arestrup, Robert Hossein, Daniel Emilfork, Michael Lonsdale, Antoine Vitez, Delphine Seyrig, Laurent Terzieff, Véronique Nordey, Jean-Louis Trintignant, Raymond Devos, Bernard Fresson, Roger Hanin, Daniel Ceccaldi, Josiane Balasko, Jean-Claude Dreyfus, Sylvie Joly, o Zouc. Tras su fallecimiento, Véra Gregh, su ayudante, tomó la dirección del Théâtre-école Tania Balachova instalándolo en Montmartre.
Tania Balachova falleció en La Ferté-Macé, Francia, en 1973.

## Teatro

### Actriz
- 1928 : El Sueño, de August Strindberg, escenografía de Antonin Artaud, Teatro Alfred Jarry
- 1930 : Patchouli ou Les Désordres de l'amour, de Armand Salacrou, escenografía de Charles Dullin, Teatro de l'Atelier
- 1931 : Amitié, de Michel Mourguet, escenografía de Raymond Rouleau, Théâtre du Marais, Bruselas
- 1933 : L'envers vaut l'endroit, de Aimé Declercq, Théâtre du Marais, Bruselas
- 1934 : Les Races, de Ferdinand Bruckner, escenografía de Raymond Rouleau, Teatro de l'Œuvre
- 1934 : Le Mal de la jeunesse, de Ferdinand Bruckner, escenografía de Raymond Rouleau y Aimé Declercq, Teatro de l'Œuvre, Théâtre du Marais (Bruselas)
- 1935 : No habrá guerra de Troya, de Jean Giraudoux, escenografía de Louis Jouvet, Théâtre de l'Athénée
- 1936 : Les Innocentes, adaptación de la pieza La calumnia, de Lillian Hellman, escenografía de Marcelle Géniat, Teatro Hébertot
- ?1936 : Taïa, pieza de Henri Bauche, escenografía de Alexandre Mihalesco, Teatro Hébertot
- 1937 : No habrá guerra de Troya, de Jean Giraudoux, escenografía de Louis Jouvet, Théâtre de l'Athénée
- 1938 : Virage dangereux, de J. B. Priestley, escenografía de Raymond Rouleau, Teatro Pigalle
- 1942 : Dieu est innocent, de Lucien Fabre, escenografía de Marcel Herrand, Teatro des Mathurins
- 1944 : Forfaiture, de Sessue Hayakawa, escenografía de Duard fils, Teatro del Ambigu-Comique
- 1944 : A puerta cerrada, de Jean-Paul Sartre, escenografía de Raymond Rouleau, Théâtre du Vieux-Colombier
- 1945 : Rebeca, de Daphne du Maurier, escenografía de Jean Wall, Teatro de París
- 1946 : A puerta cerrada, de Jean-Paul Sartre, escenografía de Michel Vitold, Teatro de la Potinière
- 1947 : Une mort sans importance, de Yvan Noé y A. Linou, escenografía de Yvan Noé, Teatro de la Potinière
- 1947 : L'Extravagante Théodora, de Jean de Létraz, escenografía del autor, Teatro des Capucines
- 1948 : L'Extravagante Théodora, de Jean de Létraz, escenografía del autor, Teatro des Capucines
- 1948 : Joyeux Chagrins, a partir de Noël Coward, adaptación de André Roussin y Pierre Gay, escenografía de Louis Ducreux, Teatro Edouard VII
- 1950 : Le Fleuve, de Charles Cordier, escenografía de José Squinquel, Teatro Verlaine
- 1952 : Diálogos de carmelitas, de Georges Bernanos, escenografía de Marcelle Tassencourt, Teatro Hébertot
- 1953 : La vie que je t'ai donnée, de Luigi Pirandello, escenografía de Claude Régy, Teatro de l'Atelier, Teatro des Noctambules, Teatro des Mathurins
- 1954 : Les Bonnes, de Jean Genet, escenografía de Tania Balachova, Teatro de la Huchette
- 1954 : La Matinée d'un homme de lettres, de Tania Balachova a partir de Antón Chéjov, escenografía de Tania Balachova, Teatro de la Huchette
- 1954 : La vie que je t'ai donnée, de Luigi Pirandello, escenografía de Claude Régy, Teatro de l'Atelier
- 1955 : Le Prince d'Égypte, de Christopher Fry, escenografía de Marcelle Tassencourt, Théâtre du Vieux-Colombier
- 1956 : Les Amants puérils, de Fernand Crommelynck, Teatro des Noctambules
- 1957 : La casa de Bernarda Alba, de Federico García Lorca, escenografía de Maurice Jacquemont, Teatro del Ambigu-Comique
- 1958 : Romancero, de Jacques Deval, escenografía de Jacques Deval
- 1958 : La Cathédrale de cendres, de Berta Dominguez D., escenografía de Abel Gance, Teatro de l'Alliance française
- 1959 : Los endemoniados, de Albert Camus a partir de Fiódor Dostoyevski, escenografía de Albert Camus, Teatro Antoine
- 1961 : Naïves Hirondelles, de Roland Dubillard, escenografía de Arlette Reinerg, Teatro de Poche Montparnasse
- 1961 : Las troyanas, de Eurípides, escenografía de Jean Tasso, Teatro Récamier
- 1962 : Frank V, opéra d'une banque privée, de Friedrich Dürrenmatt, escenografía de André Barsacq, Teatro de l'Atelier
- 1967 : Les Choéphores, de Paul Claudel a partir de Esquilo, escenografía de Henri Doublier, Théâtre des Remparts (Provenza)
- 1967 : La Sonate des spectres, de August Strindberg, escenografía de Jean Gillibert, Teatro de l'Alliance française
- 1968 : "Lady Macbeth", de Tania Balachova a partir de Antón Chéjov, escenografía de Tania Balachova, Teatro de Poche Montparnasse
- 1970 : La Force des ténèbres, de Emlyn Williams, escenografía de Roger Coggio, Théâtre de l'Athénée
- 1972 : Non Stop, de Maciej Zenon Bordowicz, escenografía de Bronislaw Horowicz,Teatro de Poche Montparnasse

### Directora
- 1951 : Nausicaa du Mackenzie, de Georges Arest y Tania Balachova a partir de Maurice Constantin-Weyer,  Teatro de los Campos Elíseos
- 1952 : Le Profanateur, de Thierry Maulnier, Teatro Antoine
- 1954 : Les Bonnes, de Jean Genet, Teatro de la Huchette
- 1954 : La Matinée d'un homme de lettres, de Tania Balachova a partir de Antón Chéjov, Teatro de la Huchette
- 1954 : La Peur, de Georges Soria, Teatro Monceau
- 1956 : Les Amants puérils, de Fernand Crommelynck, Teatro des Noctambules
- 1962 : A puerta cerrada, de Jean-Paul Sartre, Tréteaux de France
- 1966 : A puerta cerrada, de Jean-Paul Sartre, Teatro de l'Épée de Bois
- 1967 : La Putain respectueuse, de Jean-Paul Sartre, Teatro de l'Épée de Bois
- 1968 : "Lady Macbeth", Teatro de Poche Montparnasse
- 1968 : La Matinée d'un homme de lettres, de Tania Balachova a partir de Antón Chéjov, Teatro Mouffetard
- 1968 : Dialogues d'exilés, de Bertolt Brecht, Teatro des Mathurins
- 1969 : Suzanna Andler, de Marguerite Duras, Teatro des Mathurins

## Filmografía

### Cine
- 1936 : Rose, de Raymond Rouleau
- 1943 : Marie-Martine, de Albert Valentin
- 1972 : Le Grand Blond avec une chaussure noire, de Yves Robert
- 1973 : La Chute d'un corps, de Michel Polac
- 1973 : Salut l'artiste, de Yves Robert

### Televisión
- 1958 : Les Cinq Dernières Minutes, serie de TV, de Claude Loursais
- 1959 : Cristobal de Lugo, de Jean-Paul Carrère
- 1966 : Rouletabille, serie televisiva, episodio Rouletabille chez les bohémiens, de Robert Mazoyer
- 1960 : Le Dessus des cartes (Les Cinq Dernières Minutes), de Claude Loursais
- 1969 : Les Frères Karamazov, de Marcel Bluwal
- 1971 : Les Yeux de la tête (Les Cinq Dernières Minutes), de Claude Loursais
- 1973 : La Belle au bois dormant, de Robert Maurice
- 1974 : La Folie des bêtes, serie de TV de Fernand Marzelle